# Rabbinerbibel (Zunz)
Die Rabbinerbibel (תורה נביאים כתובים Die vier und zwanzig Bücher der heiligen Schrift. Nach dem masoretischen Texte) ist eine jüdische Übersetzung des Tanach. Sie wurde von vier Übersetzern erstellt; die Redaktion hatte Leopold Zunz. Die erste Auflage erschien 1838. Der Übersetzungsgrundsatz war, „bei strenger Anschließung an Masora und Accentsystem“ den richtigen Sinn im Deutschen „treu, klar und angemessen wiederzugeben.“ Bis 1889 erschienen zwölf Auflagen. Damit war die Zunz’sche Bibelübersetzung zur autoritativen Übersetzung des deutschsprachigen Judentums geworden – als einzige unter den Übersetzungen, die im 18. und 19. Jahrhundert erschienen. „Die Zunz-Bibel ist die einzige deutsche Bibel, die man heutzutage in einem jüdischen Buchladen in Brookline, Massachusetts, findet. Es ist eine Ausgabe, die den hebräischen Text wieder neben die deutsche Übersetzung gesetzt hat. Gedruckt wurde sie 1997 in Israel als gemeinsames Unternehmen israelischer und deutscher Verleger.“

## Mitarbeiter der Übersetzung
Die von Zunz herausgegebene Bibelübersetzung geht auf eine Initiative der Verleger Moritz Veit (Berlin) und H. Prausnitz (Glogau) zurück. Prausnitz kontaktierte Michael Sachs und Heymann Arnheim; Sachs war durch seine Psalmenübersetzung schon bekannt, Arnheim, ein Autodidakt, war 1836 durch seinen Ijob-Kommentar aufgefallen. Veit gewann Anfang 1836 Zunz als Editor der projektierten Bibelübersetzung, und dieser zog noch Julius Fürst als Spezialisten fürs Aramäische hinzu.
Arnheim übersetzte einen großen Teil (19 biblische Bücher) der Rabbinerbibel. Weitere umfangreiche Teile des Werks (15 biblische Bücher) stammen aus der Hand von Michael Sachs, zu dieser Zeit Rabbiner in Prag. Sachs, der ein Spezialist für die Übersetzung poetischer hebräischer Texte war, hatte in den Psalmen viele sprachlich originelle Lösungen gefunden, die von Zunz nicht in die Druckausgabe übernommen wurden. Der Orientalist Julius Fürst trug die Übersetzung der aramäischen Bücher Daniel und Esra bei; Leopold Zunz übernahm die Übersetzung der Chronik sowie die Hauptredaktion des Gesamtwerks. Die Übersetzer berieten sich bei der Arbeit gegenseitig. Zunz sah die bei ihm eingehenden Manuskripte durch und glich sie sprachlich einander an, um „durch das ganze Werk Gleichmäßigkeit und Einheit des Tons herzustellen“.

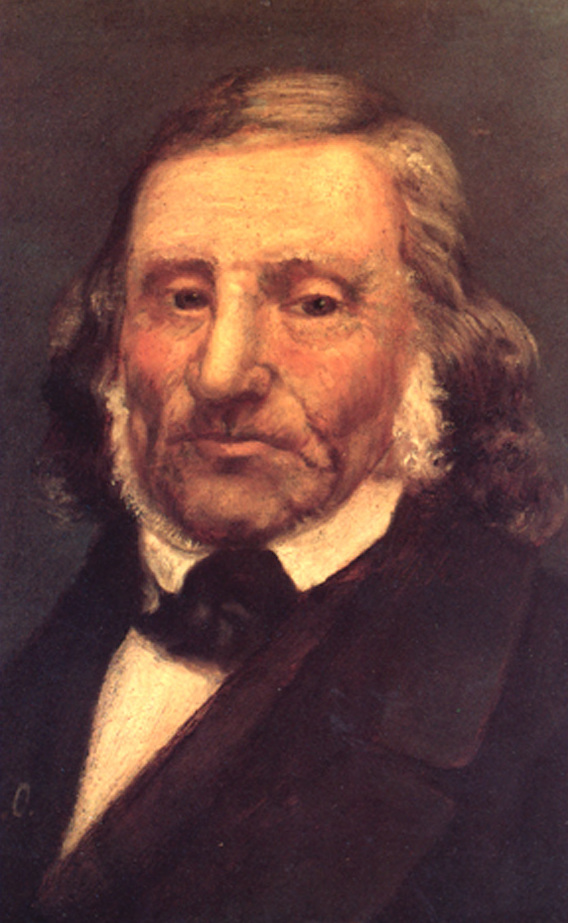
Leopold Zunz
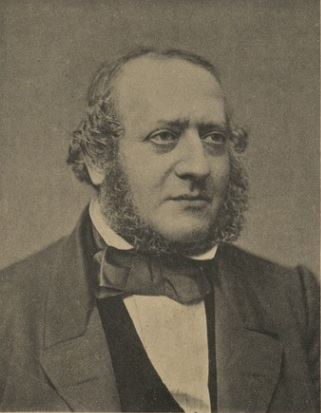
Michael Sachs
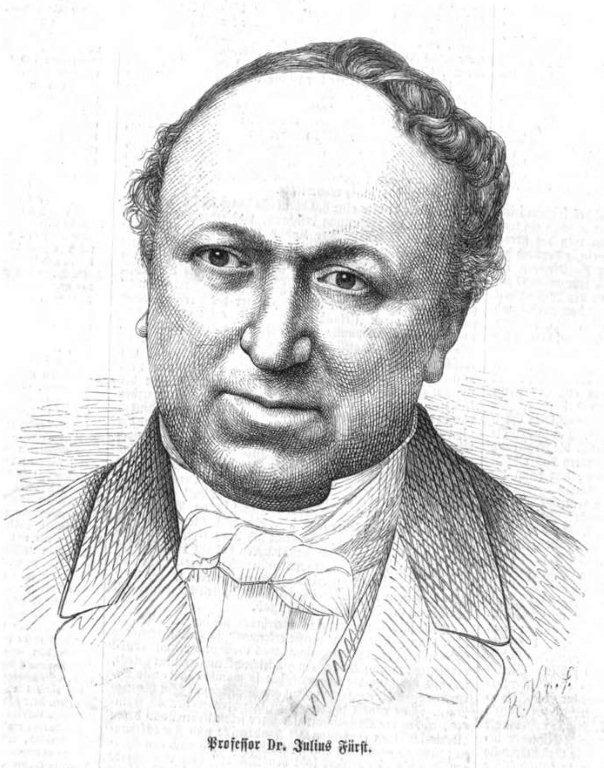
Julius Fürst

## Inhalt
Außer einem knappen Vorwort und einem Verzeichnis der synagogalen Lesungen an Festen und besonderen Sabbattagen enthielt die erste Auflage als Beigabe eine von Zunz erarbeitete „Zeittafel über die gesammte heilige Schrift“; diese beginnt im Jahr 3988 vor der allgemeinen (christlichen) Zeitrechnung: „Adam und Chawa (Eva), das erste Menschenpaar. Kajin (Cain) und Hebel (Abel), das erste Brüderpaar. Kajin erschlägt seinen Bruder Hebel.“
| תורה Der Pentateuch das ist die fünf Bücher Moses                                                                                      | נביאים ראשונים Die ersten Propheten                                                                                    | נביאים אחרונים Die letzten Propheten | כתובים Die Hagiographen |
| --- | --- | --- | --- |
| - בראשית Genesis (Arnheim) - שמות Exodus (Arnheim) - ויקרא Leviticus (Arnheim) - במדבר Numeri (Arnheim) - הדברים Deuteronomium (Sachs) | - יהושע Josua (Sachs) - שופטים Richter (Sachs) - שמואל א׳ ב׳ Samuel 1. 2. (Sachs) - מלכים א׳ ב׳ Könige 1. 2. (Arnheim) | - ישעיה Jesaja (Sachs) - ירמיה Jeremia (Arnheim und Sachs) - יחזקאל Ezechiel (Arnheim) תרי עשר Die zwölf (kleinen) Propheten - הושע Hosea (Arnheim) - יואל Joel (Sachs) - עמוס Amos (Sachs) - עובדיה Obadia (Arnheim) - יונה Jona (Arnheim) - מיכה Micha (Arnheim) - נחום Nahum (Arnheim) - חבקוק Habakuk (Sachs) - צפניה Zefania (Sachs) - חגי Haggai (Sachs) - זכריה Zacharia (Arnheim) - מלאכי Maleachi (Sachs) | - תהלים Psalmen (Sachs) - משלי Sprüche (Arnheim) - איוב Job (Arnheim) - שיר השירים Hohelied (Sachs) - רות Ruth (Arnheim) - איכה Klagelieder (Sachs) - קהלת Prediger (Arnheim) - אסתר Esther (Arnheim) - דניאל Daniel (Fürst) - עזרה Esra (Fürst) - נהמיה Nehemia (Arnheim) - דברי הימים Chronik (Zunz) |

## Kennzeichen der Übersetzung
Als Verleger setzte sich Veit dafür ein, dass die Übersetzung für ein großes Leserpublikum ansprechend war. Deshalb wurde der hebräische Text nicht mit abgedruckt, und auf einen gelehrten Apparat verzichtete man ganz. Sachs und Arnheim mussten zu manchen Zugeständnissen im Blick auf gute Lesbarkeit gewonnen werden. So hatte Arnheim die Idee, das erste Wort der Bibel, hebräisch בְּרֵאשִׁית bereʾshit, deutsch ‚am Anfang, von Anfang an, zuerst‘, mit „Früher…“ wiederzugeben. Zunz fand das treffend und verwarf es doch, weil zu befürchten stand, dass ein befremdlicher erster Satz den Leser gleich gegen die Neuheiten der Übersetzung aufbringen werde. So beginnt denn die Rabbinerbibel ganz klassisch: „Im Anfang schuf Gott den Himmel und die Erde.“

### Eigennamen
Eigennamen wurden von den Übersetzern in ihrer hebräischen Form transkribiert, nicht in der Gestalt, die sie auf dem Wege über Vulgata und Lutherbibel im Deutschen angenommen hatten: Hebel (statt Abel), Noach (statt Noah), Jizchak (statt Isaak). Die Buber/Rosenzweigsche Übersetzung folgte diesem Grundsatz, der sich allerdings im 19. Jahrhundert nicht durchgesetzt hatte: jüdische Autoren verwendeten in wissenschaftlichen und pädagogischen Werken meist die im Deutschen übliche Schreibweise biblischer Namen. Franz Rosenzweig ordnete den Gebrauch der hebräischen Namen in einen Trend ein, der auch bei Editionen von Autoren der klassischen Antike die griechische gegenüber der lateinischen Namensform bevorzugte; dadurch werde der betreffende Name „aus der Gebrauchssphäre in die Bildungssphäre gerückt“, und bezogen auf den Tanach: „Es stellt die Bibel in den Bücherschrank, nachdem sie von Luther auf den Nachttisch gelegt war.“

### Syntax
Die Rabbinerbibel war darin innovativ, dass sie nicht der klassischen deutschen Syntax folgte, sondern die hebräische Wortfolge bewahrte; ein Beispiel: „Und er hub seine Augen auf, und schauete, und siehe, drei Männer stehend bei ihm; da er sie sah, lief er ihnen entgegen von der Thüre des Zeltes, und beugte sich zur Erde, Und sprach: Herr, wenn ich doch Gnade gefunden in deinen Augen, nicht doch gehe vorüber an deinem Knechte.“ (Gen 18,2–3 )

### Textbeispiel: Gottesoffenbarung am brennenden Dornbusch
„Als der Ewige sah, daß er herzutrat, um anzusehen, da rief ihm Gott zu aus dem Dornbusche und sprach: Moscheh! Moscheh! und er sprach: Hier bin ich! Und er sprach: Nahe nicht hieher! Ziehe deine Schuhe von deinen Füßen, denn der Ort, auf dem du stehest, ist ein heiliger Boden. […] Und Moscheh sprach zu Gott: Siehe, ich käme zu den Kindern Jisraël und spräche zu ihnen: Der Gott euerer Väter sendet mich zu euch, und sie sprächen zu mir: Welches ist sein Name? was soll ich ihnen sagen? Da sprach Gott zu Moscheh: Ich werde seyn der Ich bin. Und sprach: Also sprich zu den Kindern Jisraël: Ehejeh sendet mich zu euch.“ (Ex 3,4–5.13–14 )

## Rezeption
Philipp Ehrenberg, einer der ersten Rezensenten, hob die „Richtigkeit und Wörtlichkeit“ der neu erschienenen Toraübersetzung positiv hervor, er fand ihre orientalische Färbung angemessen, aber die Wörtlichkeit solle nicht so weit getrieben werden, dass ein komischer Effekt entstände. In dieser Hinsicht missglückt schien ihm beispielsweise die Formulierung in Gen 2,7 : „Und es ward der Mensch zu einem Leben-Athmenden“.
Nach Meinung von W. Gunter Plaut war es gerade die Sperrigkeit der Zunz’schen Bibel, die sie populär machte, weil sie ein Lebensgefühl traf: man fühlte sich nicht ganz zuhause in der deutschen Umwelt, was auch von nichtjüdischer Seite immer wieder zurückgespiegelt wurde, und die Rabbinerbibel erinnerte den Leser ständig daran, dass sie eine Übersetzung aus dem Hebräischen war.

## Werkausgaben
- תורה נביאים כתובים Die vier und zwanzig Bücher der heiligen Schrift. Nach dem masoretischen Texte. Unter der Redaction von Dr. Zunz übersetzt von H. Arnheim, Dr. Julius Fürst, Dr. M. Sachs. 1. Auflage Berlin 1838 (online)
- תורה נביאים כתובים Die vier und zwanzig Bücher der heiligen Schrift. Nach dem masoretischen Texte. Unter der Redaction von Dr. Zunz übersetzt von H. Arnheim, Dr. Julius Fürst, Dr. M. Sachs. 3. Auflage Berlin 1848. (online)
- Die vierundzwanzig Bücher der Heiligen Schrift. Die Ausgabe basiert auf der streng an den massoretischen Text angelehnten Übersetzung von Arnheim, Sachs, Fürst und Zunz; mit Zeittabelle im Anhang. Goldschmidt, Basel 1995. ISBN 978-3857050022.
- Die vierundzwanzig Bücher der Heiligen Schrift. Nach dem masoretischen Text. Übersetzt von Leopold Zunz, erschienen im Sinai Verlag Tel-Aviv in Zusammenarbeit mit dem DORONIA Verlag Stuttgart ((C) 1997). ISBN 3-929895-11-0